# Marcin Wichary
Marcin Wichary, poljski rokometaš, * 17. februar 1980, Zabrze.
Leta 2008 je na poletnih olimpijskih igrah v Pekingu v sestavi poljske reprezentance osvojil 5. mesto.